# Gaëtan Laborde
Gaëtan Laborde (Mont-de-Marsan, Nueva Aquitania, 3 de mayo de 1994) es un futbolista francés. Juega en la posición de delantero y desde 2025 milita en el Al-Diriyah Club de la Liga de Yello de Arabia Saudita. Ha representado a su selección en las categorías sub-17, sub-18, sub-19 y sub-20.

## Trayectoria

### Clubes
Laborde se unió a las divisiones juveniles del Girondins de Burdeos en 2008, cuando contaba con catorce años. En 2013, jugó con la reserva la final de la Copa Gambardella, en la que a los 85 minutos anotó el único gol del encuentro, que le dio la victoria a su equipo. En la temporada 2013-14, fue transferido en calidad de cedido al Red Star F. C. de la tercera división de Francia, donde marcó catorce goles en veinticuatro partidos. Después de esto, fue nuevamente cedido, esta vez al Stade Brestois 29 de la segunda división. Cuando el préstamo concluyó, regresó al Girondins de Burdeos. No obstante, en enero de 2016 el club lo cedió al Clermont F. A. de la Ligue 2, donde anotó ocho goles en dieciocho encuentros. Laborde se mantuvo en el Girondins de Burdeos a partir de la llegada del entrenador Jocelyn Gourvennec, y extendió su contrato con el club hasta 2020.
El 18 de octubre de 2017, durante un entrenamiento, sufrió una fractura del quinto metatarsiano en su pie izquierdo que requirió una operación y lo privó del terreno de juego por tres meses. Laborde venía de recuperarse de una fractura por fatiga en el mismo sitio. El 13 de enero de 2018, marcó su primer gol en la temporada en un partido de liga contra el Troyes A. C. que finalizó 1:0. El 16 de agosto de 2018, se hizo oficial su traspaso al Montpellier H. S. C.

### Selección nacional
Con la selección francesa sub-17, Laborde jugó diez partidos y marcó tres goles. Con esta categoría, disputó el Campeonato Europeo Sub-17 de la UEFA 2011, donde jugó los tres encuentros de la fase de grupos. Su selección no pudo acceder a la siguiente fase de la competición. Ese mismo año, disputó la Copa Mundial de Fútbol, en la que jugó dos partidos: el tercer encuentro de la fase de grupos, un empate a un gol con Jamaica, y los cuartos de final, donde su selección fue eliminada ante México por 2:1.

#### Participaciones en Copas del Mundo
| Mundial                     | Sede   | Resultado        |
| --------------------------- | ------ | ---------------- |
| Copa Mundial Sub-17 de 2011 | México | Cuartos de final |

#### Participaciones en Eurocopas
| Torneo                  | Sede   | Resultado      |
| ----------------------- | ------ | -------------- |
| Eurocopa Sub-17 de 2011 | Serbia | Fase de grupos |

## Estadísticas
La siguiente tabla detalla los encuentros disputados y los goles marcados por Laborde en los clubes en los que ha militado.
| Club | Div.          | Temporada     | Liga  | Liga  | Liga   | Copas nacionales(1) | Copas nacionales(1) | Copas nacionales(1) | Copas internacionales(2) | Copas internacionales(2) | Copas internacionales(2) | Total(3) | Total(3) | Total(3) |
| Club | Div.          | Temporada     | Part. | Goles | Asist. | Part.               | Goles               | Asist.              | Part.                    | Goles                    | Asist.                   | Part.    | Goles    | Asist.   |
| --- | ------------- | ------------- | ----- | ----- | ------ | ------------------- | ------------------- | ------------------- | ------------------------ | ------------------------ | ------------------------ | -------- | -------- | -------- |
| Red Star F. C. Francia | 3.ª           | 2013-14       | 24    | 14    | -      | 0                   | 0                   | 0                   | 0                        | 0                        | 0                        | 24       | 14       | 0        |
| Red Star F. C. Francia | Total club    | Total club    | 24    | 14    | 0      | 0                   | 0                   | 0                   | 0                        | 0                        | 0                        | 24       | 14       | 0        |
| Stade Brestois 29 Francia | 2.ª           | 2014-15       | 26    | 2     | 2      | 5                   | 2                   | 0                   | 0                        | 0                        | 0                        | 31       | 4        | 2        |
| Stade Brestois 29 Francia | Total club    | Total club    | 26    | 2     | 2      | 5                   | 2                   | 0                   | 0                        | 0                        | 0                        | 31       | 4        | 2        |
| F. C. Girondins de Burdeos Francia | 1.ª           | 2015-16       | 1     | 0     | 0      | 1                   | 0                   | 0                   | 1                        | 1                        | 0                        | 3        | 1        | 0        |
| Clermont F. A. Francia | 2.ª           | 2015-16       | 18    | 8     | 1      | 0                   | 0                   | 0                   | 0                        | 0                        | 0                        | 18       | 8        | 1        |
| Clermont F. A. Francia | Total club    | Total club    | 18    | 8     | 1      | 0                   | 0                   | 0                   | 0                        | 0                        | 0                        | 18       | 8        | 1        |
| F. C. Girondins de Burdeos Francia | 1.ª           | 2016-17       | 36    | 6     | 5      | 6                   | 7                   | 1                   | 0                        | 0                        | 0                        | 42       | 13       | 6        |
| F. C. Girondins de Burdeos Francia | 1.ª           | 2017-18       | 20    | 3     | 0      | 0                   | 0                   | 0                   | 2                        | 0                        | 0                        | 22       | 3        | 0        |
| F. C. Girondins de Burdeos Francia | 1.ª           | 2018-19       | 1     | 0     | 0      | 0                   | 0                   | 0                   | 3                        | 2                        | 0                        | 4        | 2        | 0        |
| F. C. Girondins de Burdeos Francia | Total club    | Total club    | 58    | 9     | 5      | 7                   | 7                   | 1                   | 6                        | 3                        | 0                        | 71       | 19       | 6        |
| Montpellier H. S. C. Francia | 1.ª           | 2018-19       | 36    | 11    | 5      | 2                   | 0                   | 0                   | 0                        | 0                        | 0                        | 38       | 11       | 5        |
| Montpellier H. S. C. Francia | 1.ª           | 2019-20       | 28    | 6     | 5      | 5                   | 1                   | 1                   | 0                        | 0                        | 0                        | 33       | 7        | 6        |
| Montpellier H. S. C. Francia | 1.ª           | 2020-21       | 38    | 16    | 8      | 5                   | 2                   | 1                   | 0                        | 0                        | 0                        | 43       | 18       | 9        |
| Montpellier H. S. C. Francia | 1.ª           | 2021-22       | 4     | 3     | 0      | 0                   | 0                   | 0                   | 0                        | 0                        | 0                        | 4        | 3        | 0        |
| Montpellier H. S. C. Francia | Total club    | Total club    | 106   | 36    | 18     | 12                  | 3                   | 2                   | 0                        | 0                        | 0                        | 118      | 39       | 20       |
| Stade Rennes F. C. Francia | 1.ª           | 2021-22       | 34    | 12    | 8      | 2                   | 0                   | 0                   | 7                        | 5                        | 0                        | 43       | 17       | 8        |
| Stade Rennes F. C. Francia | 1.ª           | 2022-23       | 4     | 2     | 0      | 0                   | 0                   | 0                   | 0                        | 0                        | 0                        | 4        | 2        | 0        |
| Stade Rennes F. C. Francia | Total club    | Total club    | 38    | 14    | 8      | 2                   | 0                   | 0                   | 7                        | 5                        | 0                        | 47       | 19       | 8        |
| O. G. C. Niza Francia | 1.ª           | 2022-23       | 30    | 10    | 2      | 1                   | 0                   | 0                   | 10                       | 3                        | 1                        | 41       | 13       | 3        |
| O. G. C. Niza Francia | Total club    | Total club    | 30    | 10    | 2      | 1                   | 0                   | 0                   | 10                       | 3                        | 1                        | 41       | 13       | 3        |
| Total carrera | Total carrera | Total carrera | 300   | 93    | 36     | 27                  | 12                  | 3                   | 23                       | 11                       | 1                        | 350      | 116      | 40       |
| (1) Incluye datos de la Copa de Francia y Copa de la Liga de Francia (2) Incluye datos de la Liga Europa de la UEFA (3) No incluye goles en partidos amistosos. |               |               |       |       |        |                     |                     |                     |                          |                          |                          |          |          |          |